# جون بلاكمان
جون بلاكمان (بالإنجليزية: Jon Blackman)‏ هو لاعب كرة قدم أمريكية أمريكي، ولد في 8 أكتوبر 1974 في يوركفيل في الولايات المتحدة.